# Provincia di Venezia
La provincia di Venezia (provincia de Venesia in veneto, provincie di Vignesie in friulano) è stata una provincia italiana del Veneto, sostituita nel 2015 dall'omonima città metropolitana.

## Storia
La provincia fu creata nel 1866, col passaggio all'Italia del Veneto in seguito alla Terza Guerra d'Indipendenza, sostituendo l'omonimo ente amministrativo austriaco. Quest'ultimo aveva a sua volta sostituito il Dipartimento dell'Adriatico napoleonico, che, a differenza delle successive suddivisioni amministrative, comprendeva anche i cantoni friulani (suddivisione amministrativa francese equivalente al mandamento) di Aquileia, Latisana e Portogruaro. Le prime elezioni provinciali si tennero il 23 dicembre 1866.

Prima bandiera dell'ente, in uso dal 1887 fino al 2002

## Geografia fisica

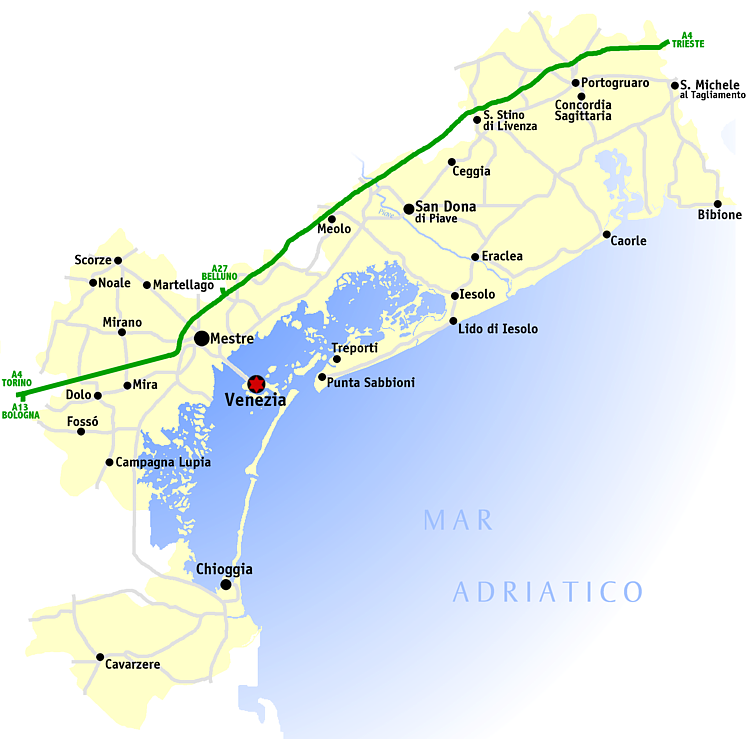
Il territorio della provincia di Venezia

La provincia di Venezia era sostanzialmente una realtà eterogenea, che univa all'interno di un unico territorio più circondari: Venezia, Chioggia, Cavarzere e Cona, Riviera del Brenta, Miranese, Sandonatese, Portogruarese. La provincia confinava con le province di Treviso, Pordenone, Udine, Rovigo e Padova. Aveva un'exclave costituita dai comuni di Chioggia, Cavarzere e Cona, situati tra le province confinanti di Padova e Rovigo e la laguna.

## Società

### Evoluzione demografica
Abitanti censiti

## Amministrazione
La sede provinciale era in Ca' Corner - San Marco, 2662.

### Presidenti della Provincia dal 1951 al 2015
|                                                         | Giovanni Favaretto Fisca                 | Democrazia Cristiana               | 1951-1960 | 1951 |
| 1956                                                    | Giovanni Favaretto Fisca                 | Democrazia Cristiana               | 1951-1960 |      |
|                                                         | Alberto Bagagiolo                        | Democrazia Cristiana               | 1960-1970 | 1960 |
| 1964                                                    | Alberto Bagagiolo                        | Democrazia Cristiana               | 1960-1970 |      |
|                                                         | Angelo Simion                            | Partito Socialista Italiano        | 1970-1975 | 1970 |
|                                                         | Lucio Strumendo                          | Partito Comunista Italiano         | 1975-1980 | 1975 |
|                                                         | Ruggero Sbrogiò                          | Partito Comunista Italiano         | 1980-1981 | 1980 |
|                                                         | Giannantonio Paladini                    | Partito Socialista Italiano        | 1981-1982 | 1980 |
|                                                         | Ruggero Sbrogiò                          | Partito Comunista Italiano         | 1982-1985 | 1980 |
|                                                         | Orlando Minchio                          | Democrazia Cristiana               | 1985-1988 | 1985 |
|                                                         | Stefano Petris                           | Partito Socialista Italiano        | 1988-1990 | 1985 |
|                                                         | Oliviero Pillon                          | Partito Socialista Italiano        | 1990-1993 | 1990 |
|                                                         | Anna Furlan                              | Partito Democratico della Sinistra | 1993-1995 | 1990 |
| Presidenti eletti direttamente dai cittadini (dal 1995) |                                          |                                    |           |      |
|                                                         | Luigino Busatto                          | Centro-sinistra                    | 1995-2004 | 1995 |
| 1999                                                    | Luigino Busatto                          | Centro-sinistra                    | 1995-2004 |      |
|                                                         | Davide Zoggia                            | Democratici di Sinistra            | 2004-2009 | 2004 |
|                                                         | Francesca Zaccariotto                    | Lega Nord                          | 2009-2014 | 2009 |
|                                                         | Cesare Castelli (Commiss. straordinario) | -                                  | 2015      | -    |

## Comuni
Appartenevano alla provincia di Venezia i seguenti 44 comuni:
- Annone Veneto
- Campagna Lupia
- Campolongo Maggiore
- Camponogara
- Caorle
- Cavallino-Treporti
- Cavarzere
- Ceggia
- Chioggia
- Cinto Caomaggiore
- Cona
- Concordia Sagittaria
- Dolo
- Eraclea
- Fiesso d'Artico
- Fossalta di Piave
- Fossalta di Portogruaro
- Fossò
- Gruaro
- Jesolo
- Marcon
- Martellago
- Meolo
- Mira
- Mirano
- Musile di Piave
- Noale
- Noventa di Piave
- Pianiga
- Portogruaro
- Pramaggiore
- Quarto d'Altino
- Salzano
- San Donà di Piave
- San Michele al Tagliamento
- Santa Maria di Sala
- San Stino di Livenza
- Scorzè
- Spinea
- Stra
- Teglio Veneto
- Torre di Mosto
- Venezia
- Vigonovo